# بلوها (منطقه مسکونی)
بلوها (به لاتین: Beloha) یک منطقهٔ مسکونی در ماداگاسکار است که در Beloha واقع شده‌است.